# Andrășești
Andrășești est une commune du județ de Ialomița en Roumanie.